# Karol Daniel Kadłubiec
Karol Daniel Kadłubiec (* 22. července 1937 Karpentná) je polský vědec a vysokoškolský učitel, známý učenec lingvistiky a folklóru, animátor společenského a kulturního života na Těšínsku.

## Životopis
Narodil se 22. července 1937 v Karpentné jako syn polského učitele Jana Kadłubce. V Karpentné chodil do lidové školy a následně ukončil základní školu v Bystřici nad Olší. Po maturitě v roce 1955 na střední škole v Českém Těšíně (nyní Gymnázium s polským jazykem vyučovacím) studoval na Univerzitě Karlově slovanskou filologii (zaměření polonistika a bohemistika). Studium ukončil v roce 1960.
Jeho profesní život je od roku 1964 spjat zejména s Ostravskou univerzitou, kde v roce 1991 stal u zrodu tamější Katedry polonistiky a folkloristiky, a stal se jejím prvním vedoucím. Dnes je profesorem v důchodu (tzv. emeritus) Katedry slavistiky Ostravské univerzity.
Paralelně se zajímal o folklor a folkloristiku. Doktorát a následnou habilitaci psal pod vedením prof. Karla Horálka. Následně ho prof. Julian Krzyżanowski inspiroval k další habilitaci na Varšavské univerzitě. Titul profesora mu udělil polský prezident Lech Wałęsa v roce 1994.
V roce 1996 se stal vedoucím Katedry folkloristiky na Slezské univerzitě v Katovicích, pobočce v Těšíně. Přednášel také na Katedře pedagogiky, psychologie, antropologie Fakulty humanitních a sociálních studií Humanitní a Technické Akademie v Bílsku-Bělé.
Je čestným rektorem Volné školy filozofie a sociálních studií jm. prof. Jana Szczepańskiego, která z jeho iniciativy vznikla v roce 2013 v Těšíně. Stál za vydáním Deníků z let 1935-1945 a Deníků z let 1945-1968 Jana Szczepańského, které zpracoval a napsal k ním úvod. První svazek osobně přepsal, druhý doplnil vysvětlivkami.
Bibliografie prof. Kadłubce čítá více než 600 titulů. Jedná se o monografie, rozpravy, studie věnované problematice folkloristiky a lingvistiky, a práce z pomezí těchto dvou oblastí.
Prof. Daniel Kadłubiec vždy spojoval vědeckou práci s aktivitami pro společnost. Angažuje se zejména v Polském kulturně-osvětovém svazu. V letech 1965-1995 byl vedoucím Folklorní sekce Hlavního výboru PZKO. Ve svém bydlišti, Mistřovicích, je již mnoho let předsedou Místní skupiny PZKO. 

### Ocenění
Daniel Kadłubiec je laureátem mnoha ocenění, např.: Nagrody Oskara Kolberga, Nagrody Jędrzeja Cierniaka I stopnia, Nagrody Stanisława Ligonia, Śląskiego Szmaragdu. Nagrody im. Wojciecha Korfantego přidělené Związkiem Górnośląskim (2002), Nagrody Polityki za zpracování a úvod do knihy Dzienniki z lat 1935–1945 Jana Szczepańskiego. Byl oceněn titulem Honorowego Ślązaka Roku, získal titul a cenu Ambasadora Polszczyzny poza Granicami Kraju a cenu Cieszynit Uznania.

### Publikace
- Płyniesz Olzo ... Vol. 1-2 (1970-1972)
- Gawędziarz cieszyński (1973 – spolu s Józefem Jeżowiczem)
- Na cieszyńskiej ziemi: jednodniówka z okazji dwudziestolecia Sekcji Folklorystycznej przy Zarządzie Głównym Polskiego Związku Kulturalno-Oświatowego (1985)
- Uwarunkowania cieszyńskiej kultury ludowej (1987)
- Ojcowski dom: jednodniówka na dwudziestopięciolecie Sekcji Folklorystycznej Zarządu Głównego Polskiego Związku Kulturalno-Oświatowego (1990)
- Raz, dwa, trzy, wychodź ty!: twórczość słowna polskich dzieci z Zaolzia (1993 – spolu s Iloną Fryda)
- Cieszyńsko-zaolziańska polszczyzna (1994)
- Górniczy śmiech: komizm ludowy pogranicza czesko-polskiego (1995)
- Kultura ludowa na pograniczu (1995)
- Nasza ojcowizna : jednodniówka na trzydziestolecie Sekcji Folklorystycznej przy Zarządzie Głównym Polskiego Związku Kulturalno-Oświatowego (1995 – spolu s Janem Szymikiem)
- Polská národní menšina na Těšínsku v České republice (1920-1995) (1997)
- Cieszyńska ojczyzna polszczyzna (2001– spolu s Władysławem Milerskim)
- Skoro zapómniane: o radościach i smutkach starej Karwiny (2002)
- W cieszyńskim mateczniku (Czeski Cieszyn : Kongres Polaków w Republice Czeskiej, 2015)
- Płyniesz Olzo. Monografia kultury ludowej Śląska Cieszyńskiego ( Kadłubiec a kolektiv – 2016)